# Diogo Branquinho
Diogo Branquinho (født 27. juli 1994 i Coimbra, Portugal) er en portugisisk håndboldspiller, som spiller i FC Porto og på Portugals herrehåndboldlandshold.
Han deltog under EM i håndbold 2020 i Sverige/Østrig/Norge.